# Храм Архангела Михаила (Манычская)
Храм Архангела Михаила — старообрядческий православный храм в станице Манычская Багаевского района Ростовской области. Изначально был построен в XVIII в, восстановлен в станице в 2002 году. Относится к Донской и Кавказской епархии Русской православной старообрядческой церкви.

## История
Казаки станицы Манычская по вероисповеданию были старообрядцами, поэтому первая церковь в станице была старообрядческой. Бревенчатая церковь находилась в центре правовобережной станицы. В 1763 году её разобрали и построили новую.
В XIX веке, после переселения станицы на левый берег, перенесли и церковь. Здание её было деревянным, купола покрыты листовым железом, а рядом стояла деревянная колокольня, покрытая тёсом.
В 1904 году в центре станицы был сооружён храм в Византийском стиле для христиан исповедующих Новый завет, а коренные манычские казаки не отреклись от своей веры и продолжали молиться в старообрядческой церкви.
В 1943 году, во время Великой Отечественной войны старообрядцы решили разобрать церковь на бревна, и построить переправу через реку Маныч, для отступления и перегруппировки наших войск.
После окончания войны старообрядцы обращались с просьбой к государству восстановить церковь, но помощи не последовало. На протяжении своего дальнейшего существования община станицы Манычской довольствовалась молитвенными домами, и только в 1992 году собралась с силами и стала возводить церковь. После 10 лет затяжного строительства Митрополит Алимпий освятил новый храм в станице с честь Архангела Михаила 21 сентября 2002 года.